# Operacja obronna
Operacja obronna – zespół walk i bitew o różnym charakterze, połączonych wspólnym zamiarem, prowadzonych przez wojska na lądzie i w powietrzu, przy równoczesnym umiejętnym wykorzystaniu sprzyjających warunków terenu odpowiednio przygotowanego pod względem inżynieryjnym w celu załamania działań zaczepnych przeważających sił nieprzyjaciela i utrzymania bronionego obszaru, zyskania na czasie i stworzenia warunków przejścia do działań zaczepnych wojskom prowadzącym obronę lub siłom działającym na innym kierunku. Przy przejściu do o.o. podczas działań zaczepnych celem jej będzie utrzymanie ważnych z punktu widzenia operacyjnego lub strategicznego rejonów (obszarów), zyskanie czasu, zadanie maksymalnych strat nieprzyjacielowi, dokonanie niezbędnych przegrupowań, stworzenie sprzyjających warunków przejścia do operacji zaczepnej. Podstawą osiągnięcia celu w o.o. są uderzenia jądrowe, system ognia i szeroki manewr ogniem, siłami i środkami, stosowanie zapór inżynieryjnych, umiejętne wykorzystanie terenu oraz przeciwuderzenie i kontrataki nadające działaniom obronnym aktywny i zdecydowany charakter. Przy sprzyjających warunkach największe powodzenie można uzyskać w wyniki wykonania kontrprzygotowania i uderzenia przed przedni skraj obrony.